# 전자 오락의 마법사
《전자 오락의 마법사》(영어: The Wizard)는 1989년에 나온 영화로 조이스틱 히어로즈라고도 알려져 있다. 프레드 새비지, 루크 에드워즈, 제니 루이스 등이 주연이고 자폐증에 걸린 한 남자아이가 두 친구와 함께 가출하여 캘리포니아에 가서 닌텐도 세계 비디오게임 챔피언십에 나가 우승한다는 내용을 통해 닌텐도의 비디오게임 슈퍼 마리오브라더스 3을 홍보하는 영화다.

## 줄거리
지미(루크 에드워즈)는 쌍둥이 누나가 강에 빠져 죽은 것 때문에 심한 마음의 상처를 입은 남자아이로 누구와도 교제하지 않은 채 시간의 대부분을 블록쌓기로 보내고 언제나 도시락통을 가지고 다니며 늘 캘리포니아에 가고 싶다고 한다. 지미의 쌍둥이 누나가 강에 빠져 죽은 것에 대한 충격과 지미의 자폐증 때문에 지미의 부모는 이혼하고 지미는 그의 엄마와 새아빠(베오 브리지즈) 그리고 의붓형 코레이(프레드 새비지)와 닉(크리스찬 슬레이터) 이렇게 다섯이서 함께 살게 된다. 지미가 보육원에 가게 되자 코레이는 지미를 데리고 캘리포니아로 도망치며 지미와 코레이의 가족이 고용한 욕심 많고 지저분한 사립탐정 푸트남(윌 셀트저)에게 쫓기는 신세가 된다.

지미와 코레이는 도망치다가 리노에 있는 집으로 돌아가려는 할레이(제니 루이스)라는 여자아이를 만나고 할레이는 지미가 비디오 게임 플레이에 대한 천부적 재능을 가지고 있음을 주목하며 셋이서 로스 앤젤레스에 가서 지미를 상금 5,0000달러 걸린 비디오 게임 대회에 참가시켜 상금 5,0000달러를 획득한 뒤 상금을 반씩 나눠 갖자고 한다. 그들은 지미가 보육원에서 살 필요가 없음을 증명할 수 있다는 희망을 품고 지미의 재능을 이용해 다른 사람들과의 비디오 게임 대결로 돈을 벌며 먼 길을 간다. 그러다가 그들은 파워 글러브와 래드 레이서 실력으로 지미를 위협하는, 또는 지미처럼 비디오 게임 대회에 참가하려는 루카스 바톤(재키 빈슨)이라는 남자아이를 만난다.

그들은 결국 할레이가 비디오 게임 대회에서 탄 상금을 나눠받고 돌아가 자기 아버지가 집을 사는 것을 도우려던 그 리노에 도착한다. 한 트럭 운전사 친구의 도움으로 그들은 비디오 게임 대결에서 이겨서 돈을 받고 그 돈으로 그 마을의 오락실에서 플레이초이스-10 게임을 구동하여 지미를 훈련시킨다. 그리고 그들은 유니버설 스튜디오 테마파크에서 열리는 비디오 게임 대회에 향한다. 예선종목은 닌자 가이덴. 지미는 여기서 결승 후보로 확정되지만 루카스(지미와 마찬가지로 결승 후보)가 고용한 사설탐정에게 쫓기게 되고 지미 일행은 사설탐정을 피해 테마파크 여기저기를 돌아다니다가 간신히 결승전 시간에 맞춰 대회장에 도착한다. 결승종목은 당시 일본에서만 발매되고 미국에는 발매되지 않았던 슈퍼 마리오브라더스 3였고, 지미는 여기서 우승하게 된다.

푸트남은 시간이 너무 오래 걸리고 성과도 좋지 않다는 이유로 해고되어 쫓아오지 않았지만 지미와 코레이의 가족은 결승전이 진행되는 동안 지미 일행을 찾아내 붙잡는다. 집으로 가는 도중 그들은 카바존 다이너소어에서 차를 멈춘다. 지미는 자신이 늘 가고 싶었던 곳이라는 점에서 매우 들뜬다. 지미가 늘 캘리포니아에 가고 싶다고 말했던 것은 사실 이 카바존 다이너소어에 가고 싶다는 뜻이었으나 지미로서는 '캘리포니아'라고밖에 이를 설명할 길이 없었다. 지미는 공룡을 보며 과거에 지미와 함께 이곳에 왔던 누나를 떠올리고는 누나와의 추억이 담긴 도시락통을 공룡 입 속에 던져넣는다.

## 출연
- 프레드 새비지 - 코리 우즈 역
- 루크 에드워즈 - 지미 우즈 역
- 제니 루이스 - 헤일리 브룩스 역
- 크리스천 슬레이터 - 닉 우즈 역
- 보 브리지스 - 샘 우즈 역
- 윌 셀처 - 퍼트넘 역
- 재키 빈슨 - 루커스 바튼 역
- 웬디 필립스 - 크리스틴 베이트먼 역
- 샘 맥머리 - 베이트먼씨 역
- 프레드 맥레이 - 스팽키 역
- 빈센트 리어 - 테이트 역
- 베스 그랜트
- 리 애런버그
- 토비 맥과이어
- 단테 바스코

## 기타
- 미술: 마이클 L. 마이어

## 평가
마법사는 로튼 토마토에서 36%(썩은)를 받는 등 평론가들에게는 좋은 평을 받지 못했다. 많은 이들이 "이 영화는 닌텐도 게임들과 유니버설 스튜디오 헐리우드에 대한 90분짜리 광고보다 조금 나은 수준이다."라고 평가했고 사막의 고속도로를 혼자 횡단하거나 도박장 주변을 돌아다니는 등 이해할 수 없거나 위험한 많은 연출을 아이들이 따라할 우려가 있다고도 했다. 많은 비디오게이머들이 시간 보내기(킬링 타임)를 목적으로 이 영화를 관람했는데 그것은 이 영화의 과장성 때문이었다.
마법사는 작중에 나온 비디오 게임들로부터 보이는 옥에 티로도 악명이 높다. 로저 이버트 등의 평론가들은 플레이어의 캐릭터가 분명 공격을 받았는데 대미지를 한 번도 입지 않은 것으로 판정된다는 것이나 더블 드래곤 타이틀 화면에서 점수가 5,0000점이라고 표시된 것 등 일부 옥에 티들은 너무 뻔뻔스러워 해당 게임에 대해 거리감을 줄 위험이 있다고 지적했다. 이것들 말고도 비디오 게임의 배경음악이 게임 화면과 맞지 않는다는 것이나 플레이어가 조종하고 있지도 않은 게임이 진행되고 있다는 것, 그리고 전원을 끄지도 않았는데 게임기가 꺼진다는 것 등 기술 면에서 옥에 티도 많이 발견된다.